# Râul Tulburea, Râmnicul Sărat
Râul Tulburea este un curs de apă, afluent al Râmnicului Sărat. 